# Dusona garhwalensis
Dusona garhwalensis là một loài tò vò trong họ Ichneumonidae.